# Atya intermedia
Atya intermedia е вид десетоного от семейство Atyidae. Видът е застрашен от изчезване.

## Разпространение и местообитание
Разпространен е в Екваториална Гвинея (Анобон) и Сао Томе и Принсипи (Сао Томе).
Обитава сладководни басейни, заливи, реки и потоци.